# Pud života

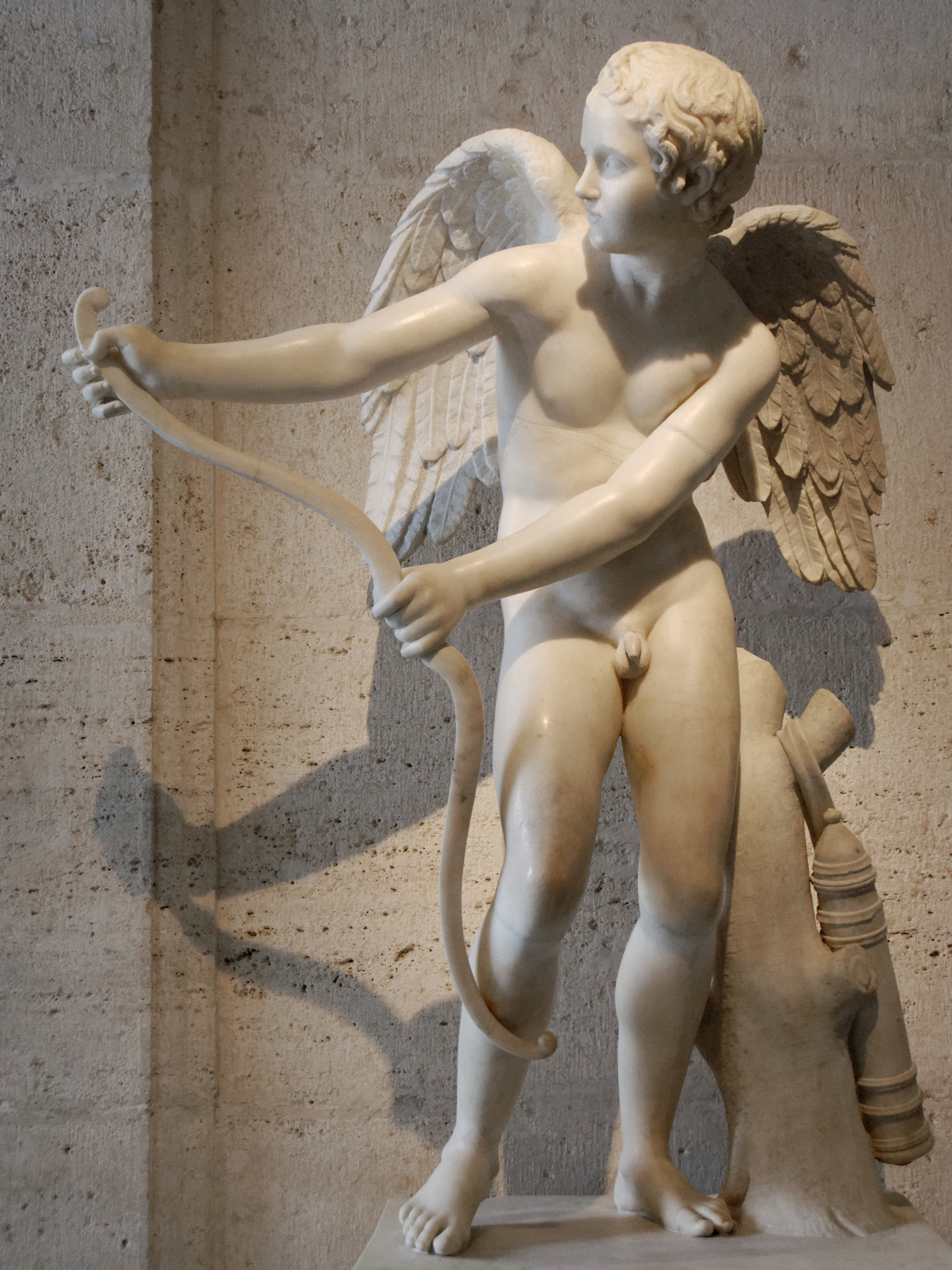
Řecký bůh lásky Erós

Pud života, někdy nazývaný jako Erós, se vyznačuje nevědomou snahou o přežití sebe a svého druhu. Člověka vede k nalezení partnera, dosahování slasti (zejména sexuální), rozmnožování a obecně podpoře nového života. Psychickou energií pudu života je libido. Podle Sigmunda Freuda, zakladatele psychoanalýzy, je to jeden z hlavních pudů, stejně jako pud smrti (Thanatos), kterým disponuje každý člověk. Přesto, že oba tyto pudy jdou proti sobě a bojují spolu, zároveň se vzájemně prolínají a kombinují. Jejich souboj nakonec ukončuje smrt jednotlivce, čímž nad Erósem vítězí Thanatos. Protože všechny pudy vyvěrají z nevědomého id, snaží se je korigovat převážně vědomé ego a superego.